# Benet Buscarons
Benet Buscarons (Barcelona, febrer del 1647 – 7 de juliol del 1711) va ser mestre de capella, músic i sacerdot. L'atribució hipotètica del lloc de naixement d'aquest compositor està basada en una partida de baptisme de la parròquia dels Sants Justo i Pastor de Barcelona (12 de gener del 1647), d'un nen els pares del qual eren Juan Pedro Buscarons, d'ofici revenedor, i Maria, a qui van posar els noms d'Honorat, Jaume, Benet, Francesc, Pere i Ignasi.
Va ser nen de cor de la catedral de Barcelona, i rebé la seva primera formació musical del mestre de capella, Marcià Albareda; posteriorment, exercí de tiple de la capella fins al 1664. Al 8 d'agost del 1666 rebé el nomenament de Mestre de Cant de l'església parroquial dels sants Just i Pastor. A finals de 1670 fou ordenat sacerdot i pocs dies després, el 24 de gener següent, va ser nomenat cabiscol. El 27 de juliol del 1672 guanyà les oposicions per a mestre de capella de la catedral de Tarragona, però no sembla que l'arribés a exercir efectivament, perquè al 6 d'octubre següent fou Isidre Escorihuela qui ocupà la plaça. En tornar de Tarragona, Buscarons va continuar com a mestre de la mateixa parròquia de Barcelona, sense que hi hagi constància que li estenguessin un nou nomenament. Es presentà a les oposicions per a mestre de capella de la catedral de València del 1677, sense èxit, i va continuar a Sant Just i Sant Pastor, on li van concedir la capiscolia per segona vegada (1678). El 14 de maig de l'any 1679 va ser nomenat mestre de capella de Santa Maria del Pi de Barcelona, càrrec que retingué fins a la mort.
Estava en possessió d'un benefici a la catedral i el 14 de juliol de 1684 va ser privat de les distribucions corals que havia de guanyar, així com també li van retenir les que ja tenia guanyades, per haver anat a cantar amb la capella a l'església de Santa Caterina, a petició del mestre del Palau, havent-se negat a fer-ho en nom del mestre de la catedral, que els ho havia demanat amb anterioritat. Per comprendre aquesta actitud de Buscarons i la sanció imposada pel Cabildo, cal fer notar que per aquelles dates el Cabildo, per defensar el privilegi del seu mestre i de la seva capella d'anar a cantar per les esglésies de la ciutat, duia un plet que va durar catorze anys, primer a la Rota de Madrid i després a la Cúria Romana, contra les capelles de Barcelona, que reivindicaven el seu dret de poder anar a cantar lliurement fora de la seva pròpia església.
De la seva obra com a compositor es conserven tres peces: el salm Cum invocarem a 12 veus; el responsori Qui Lazarum resuscitasti a 8 veus; i una Salve Regina també a 8 veus. Sembla que fou una figura de prestigi a la Barcelona de la seva època, ja que fou cridat a participar en diversos tribunals d'oposicions, com les d'organista (1679) i mestre de capella (1682) de la catedral, i mestre de capella de Santa Maria del Mar (1699). Va assistir com a examinador de l'MC de Santa Maria del Mar de Barcelona (1699). F. Pedrell diu de Buscarons que és un compositor "molt notable" i d'un salm seu a dotze veus existent a la Biblioteca de Catalunya afirma que "mereix ser transcrit en partitura i notació moderna".